# Tonno in agrodolce
Il tonno in agrodolce (tunnina ca cipuddata o tunnina ammarinata) è un  secondo, ma anche un antipasto, a base di Tonno rosso condito con cipolle in agrodolce tipico della cucina trapanese.

## Origini
Tradizionalmente nel periodo della pesca del tonno nelle tonnare trapanesi di Favignana, San Giuliano e Bonagia (maggio-luglio) il tonno che non veniva lavorato negli stabilimenti, in particolare quello dei tagli meno pregiati, e che non poteva essere consumato fresco veniva preparato in questa maniera.
Era anche il metodo di conservazione che usavano le famiglie dei pescatori trapanesi, che avevano l'esigenza di tenere il cibo a bordo per più tempo, così da conservarlo per alcuni giorni.
Una volta fritto il tonno (non rosato), nella stessa padella venivano stufate le cipolle rosse (di Partanna) in olio, cui si aggiungeva aceto di vino bianco e un cucchiaio di zucchero, infine a fuoco spento si depositavano le fette di tonno. Quindi in un contenitore di terracotta si conservava il tonno posto a strati inframezzati dalle cipolle e da qualche foglia di menta. Da servire freddo, dopo almeno 4-6 ore di riposo e al massimo farlo intiepidire prima del consumo.
Oggi si può trovare in molte località costiere della Sicilia occidentale nel periodo della pesca del tonno rosso. In alcune variazioni le fette di tonno vengono infarinate prima di friggerle, o fatte a dadini (in particolare se usate come antipasto).